# Touken Ranbu
Touken Ranbu (яп. 刀剣乱舞 То:кэн Рамбу, букв. «Танец мечей») — карточная браузерная онлайн-игра, разработанная Nitroplus и DMM.com, доступна в Японии с января 2015 года. Английская версия игры начнет работу 27 апреля 2021 года. Имеет две аниме-адаптации.
21 августа 2023 года глобальный и китайский сервера игры были закрыты; таким образом, игра осталась доступной только в Японии.

## Игровой процесс
Игроки берут на себя роль мудреца (яп. 審神者 санива), путешествующего в прошлое, чтобы победить силы зла, пытающиеся изменить ход истории. Он обладает способностью оживлять неодушевлённые предметы, в том числе легендарные клинки, которые изображаются в виде привлекательных молодых людей. Задача игрока — вдохнуть жизнь в оружия, создать армию и победить врагов. Touken Ranbu, по существу, гендерсвап-клон игры Kantai Collection, также изданной DMM.com, в которой антропоморфизируются в виде девушек исторические военные корабли. Сражения в значительной степени автоматизированы, их процесс и исход в основном зависят от рационального использования ресурсов и гриндинга.

## Восприятие
Touken Ranbu быстро стала популярной в Японии, особенно среди девушек, и по состоянию на июнь 2015 года имела более миллиона зарегистрированных игроков. Игра способствовала увеличению популярности такой японской тенденции, как женщина-катана (яп. カタナ女子 катана дзёси) — девушки, которые любят позировать с самурайскими мечами. Эта тенденция была начата несколько лет назад вместе с появлением игр Sengoku Basara, её создали приверженцы субкультуры Рэкидзё (яп. 歴女 японки-любительницы истории). Популярность Touken Ranbu была такова, что женский журнал Chou Chou Aliis опубликовал статью с системой упражнений, основанных на боевых приёмах из игры, а также на выставке фигурок Wonder Festival 2015 преобладало огромное количество мечников.

## Аниме
Игра получила две аниме-адаптации. Первая из них — сериал Touken Ranbu: Hanamaru (яп. 刀剣乱舞-花丸- То:кэн Рамбу Ханамару, букв.«Танец мечей: Цветочный круг») производства Doga Kobo. Его режиссёром стал Такаси Наоя, сценарий написал Пьер Сугиура, а дизайном персонажей занимался Дзюнъитиро Танигути. Премьера состоялась 3 октября 2016 года, сериал транслировался на телеканалах Tokyo MX, KTV и BS11. Второй сезон был анонсирован 5 февраля 2017 года на Special Event Hanamaru Biyori!. Он вышел со словом «Продолжение» (яп. 続 зоку) в начале названия, а кресло режиссёра занял Томоаки Косида. Сериал транслировался с 8 января по 26 марта 2018 года.
Вторая адаптация также является сериалом, названным Katsugeki: Touken Ranbu (яп. 活撃/刀剣乱舞 Кацугэки То:кэн Рамбу, букв.«Танец мечей: Неистовое нападение»). Его производством занималась студия Ufotable, а трансляция велась со 2 июля по 24 сентября 2017 года. В конце финального эпизода был анонсирован полнометражный аниме-фильм.

### Сюжет
Touken Ranbu: Hanamaru

История разворачивается в 2225 году. Для победы над историческими ревизионистами, цель которых изменить прошлое, Мудрец Санива, на чьи плечи возложено сохранение истории в её первозданном виде, собирает Токэн Данси (яп. 刀剣男子 букв.«парни-мечи»), человеческие воплощения легендарных клинков, в некой цитадели Ханамару (яп. 花丸). Данная адаптация рассказывает о весёлых буднях оживших мечей.
Katsugeki: Touken Ranbu

В 1863 году жители Японии разделились на два лагеря: сторонники и противники сёгуната, — страна находится на грани гражданской войны. Токэн Данси предстоит вступить в схватку и остановить врагов, желающих переписать историю.

### Список серий

#### Touken Ranbu: Hanamaru
| Touken Ranbu: Hanamaru | Touken Ranbu: Hanamaru                                                                                            | Touken Ranbu: Hanamaru |
| № серии                | Название | Трансляция в Японии    |
| ---------------------- | --- | ---------------------- |
| 1                      | Январь: Не зазнавайся «-Муцуки- Тё:си ни нон на» (-睦月- ちょーしにのんな)                                        | 3 октября 2016 года    |
| 2                      | Февраль: Я ничего не скажу... «-Кисараги- Ийтай кото нантэ…, нанимо най» (-如月- 言いたいことなんて…、何もない)   | 10 октября 2016 года   |
| 3                      | Март: Один из десяти тысяч «-Яёй- Ити ман бун но ити нандэ суттэ» (-弥生- 一万分の一なんですって)                 | 17 октября 2016 года   |
| 4                      | Апрель: Что такое сила? «-Удзуки- Цуё саттэ, нандаро: на» (-卯月- 強さって、なんだろうな)                         | 24 октября 2016 года   |
| 5                      | Май: Доброта - это сила «-Сацуки- Ясаси: ва, цуёй» (-皐月- 優しいは、強い)                                        | 31 октября 2016 года   |
| 6                      | Июнь: Это цитадель радости? «-Минадзуки- Коно хоммару ва, мэдэтай нэ» (-水無月- この本丸は、めでたいね)           | 7 ноября 2016 года     |
| 7                      | Июль: Уход за кем-то «-Фумидзуки- Дарэка о омо: сиавасэ» (-文月- 誰かを想う幸せ)                                  | 14 ноября 2016 года    |
| 8                      | Август: Формирование духа истребления «-Хадзуки- Ю:рэй тайдзи сэнтай, кэссэй!» (-葉月- 幽霊退治戦隊、結成！)      | 21 ноября 2016 года    |
| 9                      | Сентябрь: Вот такое у меня прошлое «-Нагацуки- Соно како га арукара» (-長月- その過去があるから)                  | 28 ноября 2016 года    |
| 10                     | Октябрь: Действительно важные воспоминания «-Каннадзуки- Хонто: ни дайдзина омойдэ» (-神無月- 本当に大事な思い出) | 5 декабря 2016 года    |
| 11                     | Ноябрь: Суровый удар по Оките «-Симоцуки- Окита юдзури но, саэта итигэки» (-霜月- 沖田譲りの、冴えた一撃)         | 12 декабря 2016 года   |
| 12                     | Декабрь: Цитадель Ханамару «-Сивасу- Бокутати но хоммару ва, кё: мо Ханамару» (-師走- 僕たちの本丸は、今日も花丸) | 19 декабря 2016 года   |

| Zoku Touken Ranbu: Hanamaru | Zoku Touken Ranbu: Hanamaru | Zoku Touken Ranbu: Hanamaru |
| № серии                     | Название | Трансляция в Японии         |
| --------------------------- | --- | --------------------------- |
| 1                           | Январь: Я должен стать сильнее «-Муцуки- Цуёку наранакя» (-睦月- 強くならなきゃ)                                                   | 8 января 2018 года          |
| 2                           | Февраль: Надеюсь, завтра тоже будет хороший день «-Кисараги- Асу мо и: хи ни наримасу ё: ни» (-如月- 明日もいい日になりますように) | 15 января 2018 года         |
| 3                           | Март: Я не проиграю! «-Яёй- Дзэттай макэ нэ!» (-弥生- 絶対負けねーッ!)                                                             | 22 января 2018 года         |
| 4                           | Апрель: Потому что ты наш товарищ «-Удзуки- Коно хоммару но нака дакара да» (-卯月- この本丸の仲だからだ)                          | 29 января 2018 года         |
| 5                           | Май: То, что я могу сделать, потому что я — это я «-Сацуки- Орэ дакара, дэкиру кото» (-皐月- 俺だから、できること)                 | 5 февраля 2018 года         |
| 6                           | Июнь: Теперь мы тоже полагаемся на тебя «-Минадзуки- Корэкара мо ёросику» (-水無月- これからもよろしく)                            | 12 февраля 2018 года        |
| 7                           | Июль: Пан или пропал «-Фумидзуки- Идза, о: сё:бу» (-文月- いざ、大勝負)                                                            | 19 февраля 2018 года        |
| 8                           | Август: Сохрани это в тайне «-Хадзуки- Коно кото ва химицу дакара на» (-葉月- このことは秘密だからな)                              | 26 февраля 2018 года        |
| 9                           | Сентябрь: Порой это хорошо... «-Нагацуки- Тамани ва и: дэсу нэ...» (-長月- たまにはいいですね…)                                    | 5 марта 2018 года           |
| 10                          | Октябрь: Эй, я думаю, всё будет в порядке «-Каннадзуки- Нэ, дайдзё:бу дэсё:» (-神無月- ね、大丈夫でしょう)                         | 12 марта 2018 года          |
| 11                          | Ноябрь: Я рассчитываю на тебя «-Симоцуки- Китай ситэ иру ё» (-霜月- 期待しているよ)                                                | 19 марта 2018 года          |
| 12                          | Декабрь: История о повседневной жизни в цитадели Ханамару «-Сивасу- Ханамару на хиби но моногатари» (-師走- 花丸な日々の物語)      | 26 марта 2018 года          |

#### Katsugeki: Touken Ranbu
| Katsugeki: Touken Ranbu | Katsugeki: Touken Ranbu                                          | Katsugeki: Touken Ranbu |
| № серии                 | Название                                                         | Трансляция в Японии     |
| ----------------------- | ---------------------------------------------------------------- | ----------------------- |
| 1                       | На передовую «Сюцудзин» (出陣)                                   | 2 июля 2017 года        |
| 2                       | Командир отряда «Бутаи тё:» (部隊長)                             | 9 июля 2017 года        |
| 3                       | Приказы господина «Арудзи но иноти» (主の命)                     | 16 июля 2017 года       |
| 4                       | То, что я хочу защитить «Мамори такатта моно» (守りたかったもの) | 23 июля 2017 года       |
| 5                       | Пламя войны «Сэнка» (戦火)                                       | 30 июля 2017 года       |
| 6                       | Цитадель «Хонмару» (本丸)                                        | 6 августа 2017 года     |
| 7                       | Первый отряд «Дайити бутай» (第一部隊)                           | 13 августа 2017 года    |
| 8                       | Защитить историю «Рэкиси о мамору» (歴史を守る)                  | 20 августа 2017 года    |
| 9                       | Бывший хозяин «Мото но арудзи» (元の主)                          | 27 августа 2017 года    |
| 10                      | Куда ведёт верность «Тю:ги но мукау саки» (忠義の向かう先)       | 3 сентября 2017 года    |
| 11                      | Железный закон «Тэцу но окитэ» (鉄の掟)                          | 10 сентября 2017 года   |
| 12                      | Битва при Хакодатэ «Хакодатэ сэнсо:» (箱館戦争)                  | 17 сентября 2017 года   |
| 13                      | Неистовое нападение «Кацугэки» (活撃)                            | 24 сентября 2017 года   |

### Музыка

#### Touken Ranbu: Hanamaru
Композитором сериала стал Кэндзи Каваи.
| Начальная композиция               | Начальная композиция          | Начальная композиция |
| Название                           | Исполнители                   |                      |
| ---------------------------------- | ----------------------------- | -------------------- |
| Hanamaru◎Biyori! (яп. 花丸◎日和！) | Мицухиро Итики, Тосики Масуда |                      |

| Завершающие композиции | Завершающие композиции                                          | Завершающие композиции |
| Номер серии            | Название                                                        | Исполнители |
| ---------------------- | --------------------------------------------------------------- | --- |
| 1                      | Ake Kure Nikki (яп. 明け暮れ日記)                               | Тосики Масуда, Мицухиро Итики |
| 2                      | Kokoro no Arika (яп. 心魂の在処)                                | Юки Таи, Тарусуку Сингаки, Сэйитиро Ямасита |
| 3                      | Hana no Kaori wa Kyoushidare (яп. 花の薫りは叶枝垂れ)           | Сэйитиро Ямасита, Дайки Ямасита, Кадзутоми Ямамото, Рёта Асари, Юта Касуя, Рэона Ириэ, Ёситака Ямая                                                     |
| 4                      | Toki Zotomo Nashi Kenbi no Hana yo (яп. 時ぞとも無し兼備の華よ) | Унъя Эноки, Рёхэй Кимура |
| 5                      | Izuru Tsuki, Shouen no Uta (яп. 出づる月、招宴の唄)             | Косукэ Ториуми, Кайто Исикава, Сома Сайто, Такуя Сато                                                                                                   |
| 6                      | Okiraku Chin Douchu (яп. お気楽珍道中)                          | Кэнто Хама, Дзюн Оосука, Тоору Сакураи, Кэндзи Хамада                                                                                                   |
| 7                      | Koi to Joudo no Yaezakura (яп. 恋と浄土の八重桜)                | Ацуси Тамару, Юто Судзуки, Сома Сайто, Дзюн Оосука, Сэйитиро Ямасита, Дайки Ямасита, Кадзутоми Ямамото, Рёта Асари, Юта Касуя, Рэона Ириэ, Ёситака Ямая |
| 8                      | Nikkari Ayakashi Kazoeuta (яп. にっかり妖かし数え唄)            | Дзюндзи Мадзима |
| 9                      | Akatsuki no Hoshi (яп. 暁の星)                                  | Дайки Ямасита, Эйдзи Миясита |
| 10                     | Kokorobase Kara Yukari Ari (яп. 心馳こころばせから縁あり)       | Рёта Асари, Сэйитиро Ямасита, Юити Игути |

| Тематическая композиция | Тематическая композиция              | Тематическая композиция       |
| Номер серии             | Название                             | Исполнители                   |
| ----------------------- | ------------------------------------ | ----------------------------- |
| 12                      | Itsu, Nan Toki mo (яп. いつ、何時も) | Тосики Масуда, Мицухиро Итики |

### Критика

#### Touken Ranbu: Hanamaru
Джейкоб Чепмен заметил, что весь сюжет сводится к банальной демонстрации бисёнэнов и скорее похож на рекламу. Ребекка Сильвермен заметила приятный визуальный дизайн персонажей и оценила идею, что одушевлённые мечи желают изменить ход истории и предотвратить смерть своих предыдущих владельцев. Тем не менее сюжет выглядит не цельным и запутанным. Ник Кример считает, что аниме-адаптация справилась со своей задачей раскрыть отдельных героев в угоду фанатам игры в должной степени. Терон Мартин назвал сюжет аниме динамичным. Создатели бережно отнеслись к истории, тем не менее сериал слишком ориентирован на женскую аудиторию и едва ли заинтересует мужских зрителей.

## Пояснения
1. ↑  Гендерсвап (англ. genderswap) — изменение пола персонажа.
2. ↑  Гриндинг (англ. grinding) — способ достижения какой-либо цели в компьютерных играх, методом постоянного и монотонного повторения одного и того же действия.
3. ↑  Премьера серии была указана на Tokyo MX, KTV и BS11 в 24:00, 24:30 и 25:00 соответственно 2 октября 2016 года, что фактически 3 октября.
4. ↑  Премьера серии была указана на Tokyo MX, KTV и BS11 в 24:00, 25:55 и 24:00 соответственно 7 января 2018 года, что фактически 8 января.
5. ↑  Премьера серии была указана на Tokyo MX, BS11 и MBS в 24:30, 24:30 и 27:08 соответственно 1 июля 2017 года, что фактически 2 июля.